# Gynacantha manderica
Gynacantha manderica é uma espécie de libelinha da família Aeshnidae.
Pode ser encontrada nos seguintes países: Burundi, República Democrática do Congo, Costa do Marfim, Gana, Guiné, Quénia, Libéria, Malawi, Namíbia, Nigéria, Serra Leoa, Somália, África do Sul, Sudão, Tanzânia, Uganda, Zâmbia e Zimbabwe.
Os seus habitats naturais são: florestas subtropicais ou tropicais húmidas de baixa altitude, matagal húmido tropical ou subtropical e áreas húmidas dominadas por vegetação arbustiva.